# Cuando
Der Cuando (Angola; dort auch Kuando) bzw. Kwando (Botswana, Namibia, Sambia) ist ein 1500 Kilometer langer rechter Nebenfluss des Sambesi im südlichen Afrika. Im Unterlauf wird er zunächst Linyanti und zuletzt Chobe genannt. Er ist Namensgeber der angolanischen Provinz Cuando.

## Verlauf

Einzugsgebiet und Verlauf des Cuando

Der Cuando entspringt im Hochland von Bié in Angola und fließt in Richtung Südosten. Später folgt ihm die Grenze zu Sambia. Der Cuando durchfließt dann den Caprivizipfel Namibias bei Kongola und bildet an dessen Südrand die Grenze nach Botswana. In diesem Abschnitt bildet er das Binnendelta der Linyanti-Sümpfe und wendet sich dann abrupt nach Osten. Ab hier wird er Linyanti genannt sowie – nach Passieren des zeitweise trockenen Liambezi-Sees – Chobe (sprich: Tschobe). Bei Kazungula am Vierländereck von Botswana, Namibia, Sambia und Simbabwe mündet der Fluss in den Sambesi.

## Linyanti

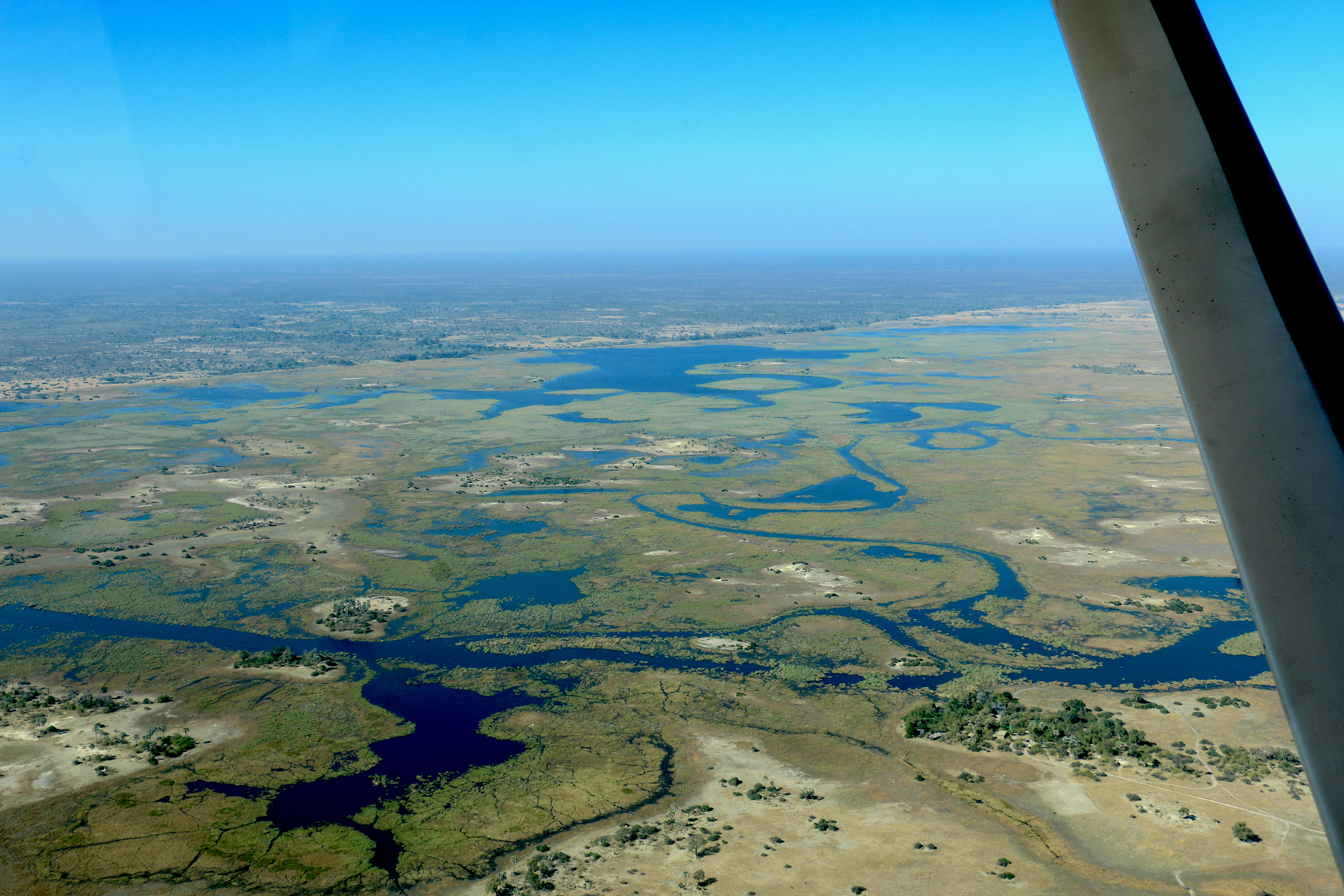
Luftaufnahme des Linyanti (2017)
Selinda Camp (unten rechts)

Im Linyanti genannten Flussabschnitt stehen die Stromgebiete des westlichen Nachbarflusses Okavango in zeitweisem Kontakt. Bei starkem Hochwasser erreicht Wasser des Okavango über den Fluss Magwekwana (auch Selinda-Rinne genannt) den Linyanti. Ebenso fließt ein Teil des Wassers bei entsprechenden Pegelständen aus dem Linyanti über den Savuti in die Mababe Depression. An dieser Stelle setzte sich noch am Ende der letzten Kaltzeit das Linyanti-Binnendelta nach Süden fort, wo es mit dem Okavango-Binnendelta verbunden war. Die dort stärkere Sedimentablagerung und ein sich nach Osten erstreckender Dünenzug trugen dazu bei, dass der Linyanti mit scharfem Richtungswechsel nach Osten zum Sambesi überlief (siehe Satellitenbildkarte).

## Hydrometrie

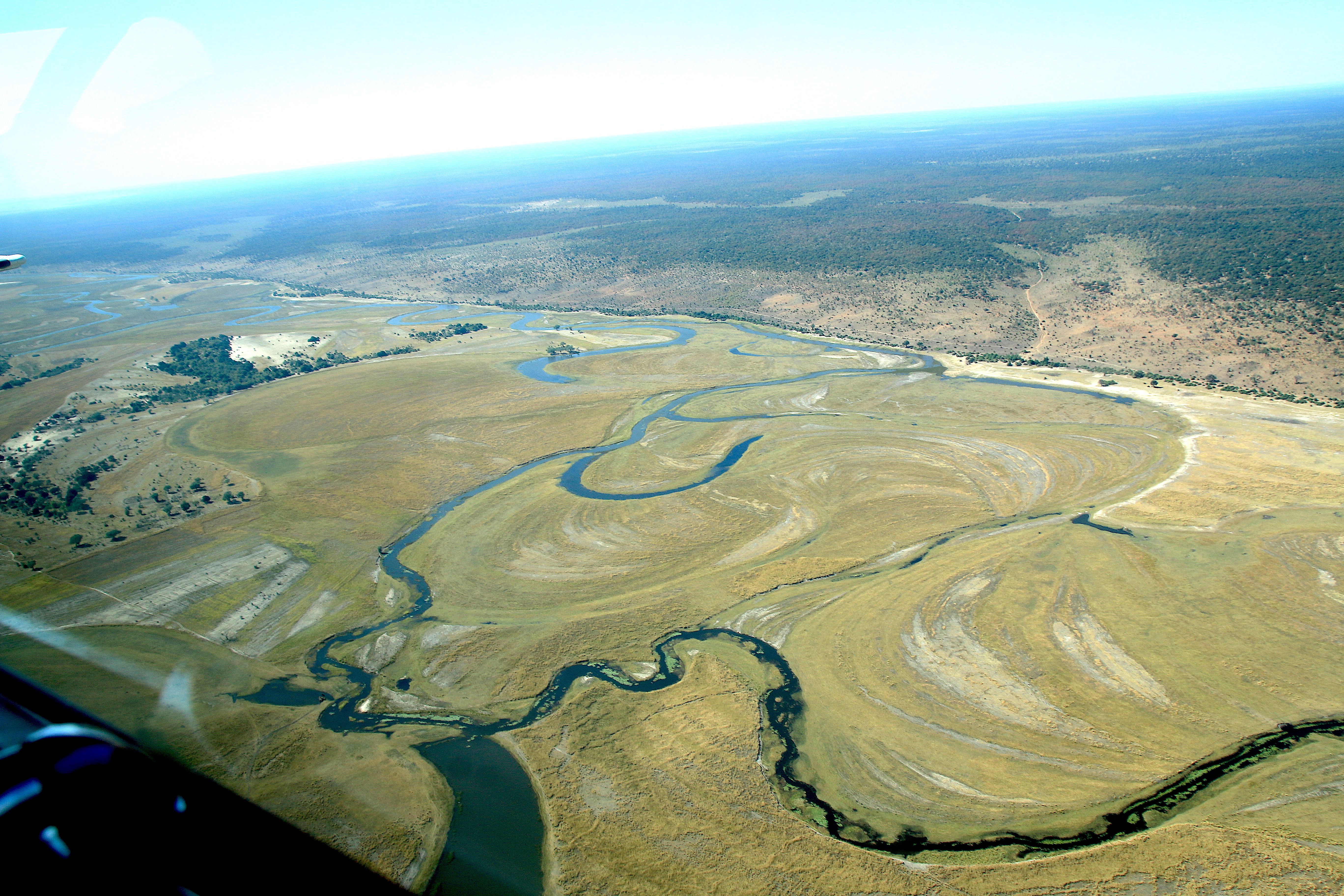
Chobe im Chobe-Nationalpark (2019)

Das wechselfeuchte Klima, große Verdunstungsflächen in den Sümpfen und Wasserverluste in den Untergrund bewirken eine ungewöhnlich gleichmäßige und, in Relation zur Größe des Einzugsgebietes, geringe Wasserführung des Cuando.
Die Abflussmenge des Flusses wurde an der Mündung in m³/s gemessen.

## Ökologie
Vor allem wegen des hohen Wildbestandes sind im Flussgebiet des Cuando folgende Nationalparks, die alle in die grenzüberschreitende Kavango-Zambezi Transfrontier Conservation Area fallen, eingerichtet worden:
- Luiana Game Reserve (Angola)
- Sioma-Ngweizi-Nationalpark (Sambia)
- Bwabwata-Nationalpark (Namibia)
- Mudumu-Nationalpark (Namibia)
- Nkasa-Rupara-Nationalpark (Namibia)

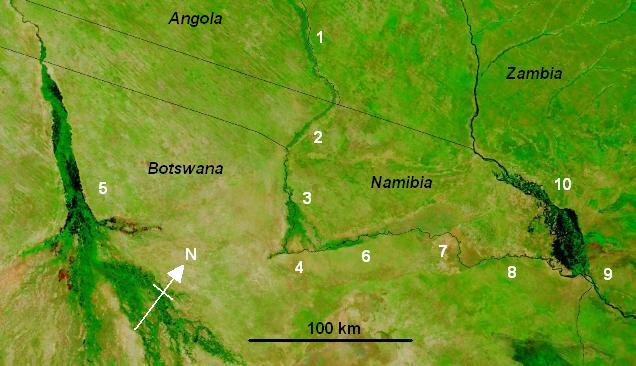
Satellitenbildkarte (NASA/GSFC, nordwestorientiert) des Flusslaufs Cuando–Linyanti–Chobe (Wasserflächen: schwarz) 1 Cuando; 2 Caprivizipfel; 3 Beginn der Linyanti-Sümpfe (Mudumu Nat.-Park); 4 Linyanti-Sümpfe (Nkasa-Rupara Nat.-Park), wo Sande aus der Kalahari den Fluss nach Osten lenken; 5 Okavango-Binnendelta; 6 Linyanti; 7 Liambezi-See (hier trocken); 8 Chobe; 9 Chobe-Mündung in den Sambesi bei Kazungula; 10 Sambesi und Caprivi-Sümpfe mit Überflutungen

- Chobe-Nationalpark (Botswana)

## Flussgeschichte

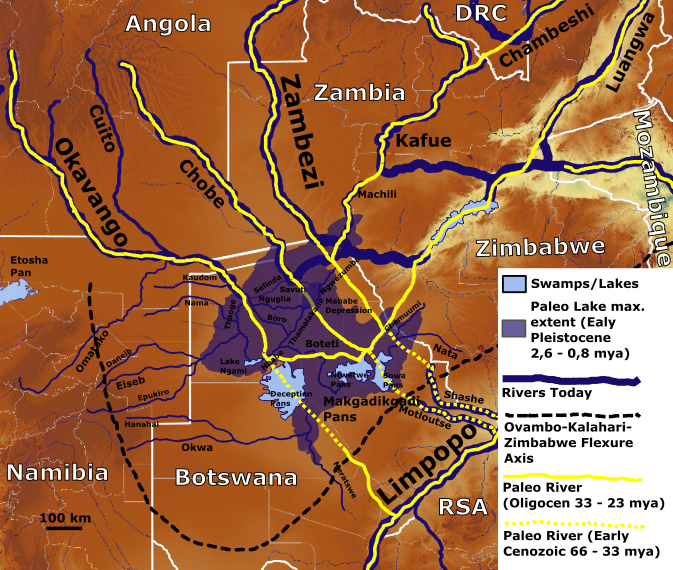
Die vermutete maximale Ausdehnung des Paleo-Makgadikgadisees im frühen Pleistozän und der Verlauf der Flüsse im frühen bis mittleren Känozoikum.

Vor etwa 65 Millionen Jahren mündete der Sambesi nicht in die Straße von Mosambik. Er floss parallel zum Cuando und zu Okavango und mündete wie diese in den Limpopo. Dabei benutzte der Zambezi das Flussbett des Shashe, und der Cuando das des Motloutse. Zwar waren auch damals der Luangwa und der Kafue Nebenflüsse des Sambesi, aber der Kafue war durch den Chambeshi verlängert und er mündete über das Machili Tal. Der Luangwa hatte zwar einen Verlauf wie heute, floss allerdings nicht an der heutigen Mündung nach Osten, sondern floss nach Westen, das heutige Flussbett des Sambesi hinauf und mündete im Grenzgebiet zwischen Simbabwe Botswana in den Paleo Sambesi.

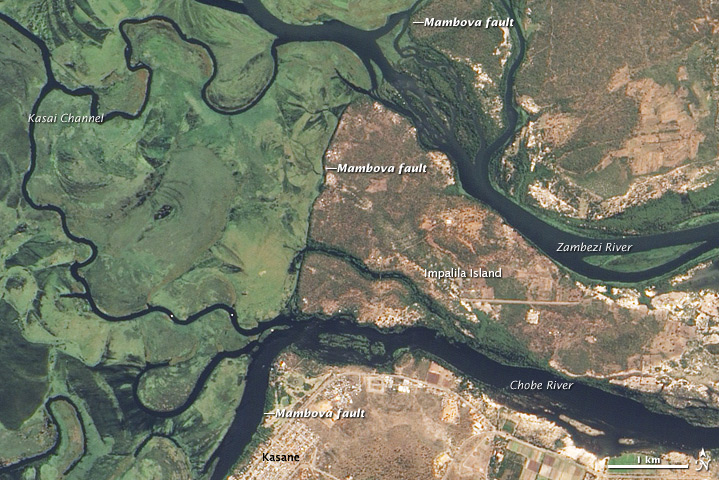
Die Mambove-Verwerfung mit dem Durchbruch des Sambesi und des Chobe (Cuando)

Durch die Hebung der Ovambo-Kalahari-Simbabwe-Verwerfung (OKZ) entstand eine neue Wasserscheide, die den Sambesi vom Limpopo abschnitt. In der Folge bildete sich im Makgadikgadi-Becken ein See, dessen höchste Uferlinie bei 995 m lag und der in seiner Ausdehnung mit dem heutigen Viktoriasee vergleichbar, beziehungsweise teil deutlich größer war. Es sind insgesamt bisher 5 unterschiedliche Uferlinien gefunden worden. Gestaut wurde der See am heutigen Sambesi durch die Chobe- oder Mambova Verwerfung. Im weiteren Ablauf änderte der Luangwa seinen Lauf nach Osten. Danach fiel der Chambeshi weg, der seither zum Kongo-Einzugsgebiet gehört. Dann verlagerte der Kafue seinen Verlauf über die Kafue-Auen in sein heutiges Bett. Und schließlich durchbrach der Sambesi die Verwerfungen oberhalb der Viktoriafälle, so dass auch er nicht mehr ins Makgadikgadi-Becken floss. Als letzter wurde der Verlauf des Cuando durch eine Sanddüne zum Sambesi umgelenkt, obwohl er auch heute noch teils Kontakt zum Okavango hat.